# 1929 en rugby à XV
Les faits marquants de l'année 1929 en rugby à XV

## Principales compétitions
- Currie Cup
- Championnat de France (du ?? ???? 1928 au 19 mai 1929)
- Tournoi des cinq nations (du 31 décembre 1928 au 1er avril 1929)

## Événements

### Mars
- 16 mars : en battant l'Angleterre 12 à 6, l'Écosse remporte le tournoi des cinq nations.

### Mai
- 19 mai : l'US Quillan remporte le championnat de France en battant le FC Lézignan 11 à 8 en finale.